# Kris De Wree
Kris De Wree (Sint-Gillis-Waas, 21 mei 1981) is een voormalig Belgisch profvoetballer. Hij speelde voor SK Beveren, Germinal Beerschot en Roda JC. De Wree speelde het liefst op de positie van rechtsback.
De Wree staat bij de Germinal Beerschot-supporters vooral bekend als de speler die het belangrijke uit-doelpunt scoorde tegen Lokeren voor het behalen van de bekerfinale. Ook scoorde hij het winnende doelpunt in de gewonnen bekerfinale tegen Club Brugge in mei 2005. In januari 2009 verhuisde De Wree naar het Nederlandse Roda JC. Zijn verblijf in Nederland duurde anderhalf seizoen en werd gekenmerkt door blessureleed.
In juli 2010 keerde De Wree terug naar België en tekende hij een contract bij eersteklasser Lierse SK.
Op 1 juli 2013 stopte Kris De Wree met voetballen.

## Palmares
- 2005 : Beker van België met Germinal Beerschot

## Statistieken
| seizoen | club               | land      | competitie         | wed. | goals |
| ------- | ------------------ | --------- | ------------------ | ---- | ----- |
| 1999/00 | SK Beveren         | België    | Jupiler League     | 1    | 0     |
| 2000/01 | SK Beveren         | België    | Jupiler League     | 20   | 2     |
| 2001/02 | Germinal Beerschot | België    | Jupiler League     | 21   | 0     |
| 2002/03 | Germinal Beerschot | België    | Jupiler League     | 27   | 1     |
| 2003/04 | Germinal Beerschot | België    | Jupiler League     | 12   | 0     |
| 2004/05 | Germinal Beerschot | België    | Jupiler League     | 27   | 2     |
| 2005/06 | Germinal Beerschot | België    | Jupiler League     | 16   | 3     |
| 2006/07 | Germinal Beerschot | België    | Jupiler League     | 7    | 0     |
| 2007/08 | Germinal Beerschot | België    | Jupiler League     | 22   | 0     |
| 2008/09 | Germinal Beerschot | België    | Jupiler Pro League | 12   | 2     |
| 2008/09 | Roda JC            | Nederland | Eredivisie         | 12   | 1     |
| 2009/10 | Roda JC            | Nederland | Eredivisie         | 2    | 0     |
| 2010/11 | Lierse SK          | België    | Jupiler Pro League | 17   | 1     |
| 2011/12 | Lierse SK          | België    | Jupiler Pro League | 8    | 0     |
| 2012/13 | Lierse SK          | België    | Jupiler Pro League | 0    | 0     |
| Totaal  | Totaal             | Totaal    | Totaal             | 204  | 12    |